# Het Geluidshuis

Logo van Het Geluidshuis

Het Geluidshuis, eerder bekend als The Chain Gang, is een Belgisch audioproductiehuis en uitgeverij, opgericht in 1987. Ze maken onder andere eigen hoorspelen en podcasts, maar ook zaken in opdracht, zoals reclamespots en audiogidsen. Trends noemde het bedrijf "de Pixar van het hoorspel". De Morgen sprak van "de belangrijkste leverancier" van hoorspelen. De meeste producties zijn in het Nederlands, maar er worden ook Engelse en Franse producties verzorgd. De stem van Warre Borgmans raakte onlosmakelijk verbonden met de hoorspelen.
Het bedrijf werd opgericht door Bo Verspaendonck en Koen Brandt. Brandt is bekend van de soundtracks van Groenten uit Balen en Van vlees en bloed. De oorspronkelijke bedoeling van het bedrijf was dan ook om filmmuziek te maken, maar uiteindelijk belandde het in de reclamewereld. Bij het grote publiek raakte het echter bekend met hoorspelen, die aanvankelijk een hobbyproject van Brandt waren. Oorspronkelijk creëerde Philip Maes de hoorspelen, nadat hij eerder al een relatief populair hoorspel van Peter en de wolf maakte. Het eerste boek, De Nachtegaal, uit 2005 'flopte' nog met amper 700 verkochte exemplaren, maar van alle daaropvolgende verhalen werden er telkens zo'n twintigduizend verkocht. De Nachtegaal werd bij het uitkomen van het boek gespeeld op Radio 2, ter ere van de tweehonderdste verjaardag van Hans Christian Andersen. In 2008 brachten ze enkele audiofilms op de markt, een primeur voor Vlaanderen. Dat jaar werkte Het Geluidshuis samen met Universiteit Gent voor hun ophefmakende reclamespots 'Durf Denken'. In februari 2024 maakte Het Geluidshuis het lied voor de Jeugdboekenmaand, met de stemmen van Maureen Vanherberghen, Jean-Marc Mwema, Imke Courtois en Mathilda Masters. Naast de acteurs en Brandt, die fungeert als regisseur en componist, zijn auteur Paul Wauters en illustrator Mark Borgions tegenwoordig de voornaamste medewerkers.

## Erkenning
Het Geluidshuis won doorheen haar geschiedenis tal van prijzen. Hier volgen er enkele. 
Het Geluidshuis werd in 2006 genomineerd voor de Wakkere Wappersprijs. Zes Grimmige Sprookjes voor Verdorven Kinderen werd in 2009 genomineerd voor de Nederlandse Esta-prijs voor beste luisterboek. Het hoorspel De Gouden Vogel was het best verkochte kinderboek van 2013. De Rattenvanger was in 2017 het best verkochte boek van de Antwerpse Boekenbeurs. Op het Internationaal Reclamefestival van Cannes in 2018 werd Het Geluidshuis tweede in de categorie "Radio en Audio" voor hun reclamespot voor warenhuisketen Lidl. De podcast Onderons werd in 2021 genomineerd voor de Oorkondes in de categorie "Inzicht" en voor de publieksprijs. Wetenschapje ("Tech & Science"), Brieven aan Bijou ("Fiction"), Museumkriebels ("Culture & Music") en De Fantaseerspelen ("Fiction") werden in 2021 genomineerd voor de Belgian Podcast Awards. Brieven aan Bijou en De Fantaseerspelen werden respectievelijk tweede en derde in hun categorie. In 2022 waren Wetenschapje en Parallel genomineerd voor de Belgian Podcast Awards. Wetenschapje won de prijs in de categorie "Family", en ook de Soniq Award voor "Innovation in Audio" en werd bovendien tweede in de categorie "Audioregie" op de Creative Belgium Awards. Fromage werd in 2023 genomineerd voor een Creative Belgium Award in de categorie "Casting & Performance". Op de Best Of Content Awards dat jaar won Wetenschapje de award voor "Best Podcast/Audio Series", en Fromage won de awards voor "Best Print Publication" en "Best Stand-Alone Or Special Topic Publication". Batavia werd in 2024 genomineerd voor de Kastaars! en het UK International Radio Drama Festival in Canterbury. Deze fictiepodcastproductie werd wél bekroond met een Rose d'or in Londen (categorie Audio), goud (categorie Entertainment) én zilver (categorie True Crime) op de Belgian Podcast Awards.